# AMazing TV
aMazing TV – pierwszy polski w pełni interaktywny kanał telewizyjny. Stacja zastąpiła nadawany wcześniej w sieci Multimedia Polska kanał Tele-Top z lokalnymi pasmami.

## Emisja kanału
Kanał aMazing TV nadaje w dwóch pasmach: ogólnopolskim i lokalnym. W paśmie ogólnopolskim znajdują się pozycje programowe dla różnych grup odbiorców: programy edukacyjne, dla dzieci, filmowe, muzyczne, magazyny motoryzacyjne, podróżnicze, kulinarne i erotyczne. Wśród pozycji programowych stacji znaleźć można codzienne programy na żywo z interaktywnymi konkursami. W ramach pasma lokalnego – widzowie mogą oglądać Magazyn Miejski – lokalne serwisy informacyjne dla większość miast, gdzie mieszkają abonenci Multimedia Polska. Są to „okienka” dla koncesjonowanych stacji lokalnych z dawnej sieci 13 miast współtworzonych kanał Tele-Top oraz nowych koncesjonowanych stacji lokalnych z innych miast sieci. Pasmo lokalne nadawane jest codziennie w godzinach: 9:15–9:35, 17:15–17:30, 20:15–20:30, 21:15–21:30 oraz 22:15–22:30.

## Funkcje interaktywne kanału
Widzowie kanału dzięki komunikacji w czasie rzeczywistym mogą za pomocą pilota aktywnie wziąć udział w interaktywnych zabawach, organizowanych konkursach, quizach, głosowaniach, odpowiadać na pytania, wyrażać swoje opinie oraz decydować o zawartości nadawanego programu.
Podczas poszczególnych programów emitowanych na antenie aMazing TV pojawiają się konkursy i quizy powiązane tematycznie z nadawanymi audycjami. Abonent wskazując w nich poprawną odpowiedź ma szansę wygrać nagrodę. W czasie trwania programów nadawanych w aMazing TV na ekranie telewizora pojawia się informacja, która prowadzi widza krok po kroku przez cały proces interaktywnej zabawy. Każdy z uczestników za pomocą pilota intuicyjnie porusza się po aplikacji i odpowiada na zadawane pytania. Telewidzowie na bieżąco są informowani o wynikach głosowania, a zwycięzcy otrzymują indywidualną informację, która wyświetla się na ekranie ich telewizorów.
Podczas emisji magazynu „aMazing Hits” widzowie decydują o wyborze wideoklipu, który będzie nadawany jako kolejny, z kolei podczas emisji programu „ABS” mogą wziąć udział w ocenianiu prezentowanych samochodów. Funkcja interaktywna umożliwia cofanie oraz odtwarzanie wybranych fragmentów podczas emisji programu kulinarnego „Gotowanie na VODzie” (dawniej: „Gotuj z MMultimedi”).Funkcje interaktywne pojawiają się również w programie o nowych technologiach,telesprzedaży i aukcji. Na antenie aMazing TV został zorganizowany także pierwszy w historii telewizji prawdziwie interaktywny teleturniej, w którym za pomocą pilota każdy widz mógł stać się członkiem jednej z drużyn i walczyć razem z nią o realne nagrody.
Z funkcji interaktywnych kanału mogą korzystać jedynie abonenci posiadający cyfrową telewizję kablową. Emisja internetowa kanału wyklucza takie możliwości. Podobne możliwości oferuje telewizja hybrydowa.

## Dostępność kanału
Telewizja aMazing dostępna jest sieci kablowej Multimedia Polska, w internecie w systemie live streaming oraz w aplikacji mobilnej mm.pl.
Pod nazwą aMazing wydawane jest także od września 2009 czasopismo magazyn dla abonentów.